# 10296 Rominadisisto
A 10296 Rominadisisto (ideiglenes jelöléssel (10296) 1988 RQ12) egy kisbolygó a Naprendszerben. Schelte J. Bus fedezte fel 1988. szeptember 14-én.

## Kapcsolódó szócikk
- Kisbolygók listája (10001–10500)